# Karima Bennoune
Karima Bennoune (en arabe : كريمة بنون), née le 25 juin 1967, est une professeure de droit et chercheuse algérienne. Elle officie en tant que professeure de droit international et droits humains à la faculté de droit de l'université de Californie. Elle est nommée en octobre 2015 rapporteure spéciale des Nations unies dans le domaine des droits culturels.

## Biographie

### Vie personnelle
Karima est la fille de l'anthropologue Mahfoud Bennoune, un professeur à l'université d'Alger qui a fait face à des menaces terroristes au cours de la guerre civile algérienne.
Elle grandit en Algérie et aux États-Unis. Elle vit actuellement dans le Nord de la Californie.

### Formation académique
Elle est diplômée de l'université du Michigan, en droit et études du Moyen-Orient. Elle dispose également d'un certificat en études des femmes.

### Carrière universitaire
Karima Bennoune est professeure et chercheuse pour le programme Martin Luther King, Jr. Hall à la faculté de droit Davis de l'Université de Californie. 

### Nations unies
Elle est nommée en octobre 2015 Rapporteure spéciale des Nations unies dans le domaine des droits culturels. 

## Ouvrages
En 2017, elle publique le livre Votre fatwa ne s'applique pas ici. Histoires inédites de la lutte contre le fondamentalisme musulman, dans lequel elle critique vivement le fondamentalisme islamique. Ce livre lui vaut de se voir décerner le prix de la laïcité de l'association Comité Laïcité République en 2019.